# Вулиця Міста Шалетт
Ву́лиця Мі́ста Шале́тт — вулиця у Дніпровському районі міста Києва, житловий масив Північно-Броварський. Пролягає від Дарницького бульвару до Миропільської вулиці.

## Історія
Вулиця утворилася у першій половині 1960-х років під назвою 4-а Нова, з 1964 року — Промениста. Сучасна назва на честь французького міста Шалетт-сюр-Луен, побратима Дніпровського району Києва — з 1984 року.

## Установи
- Розрахунковий центр Укртелекому (№ 1)
- Середня загальноосвітня школа № 258 (№ 1-а)
- Льодова арена (СДЮШОР «Крижинка») (№ 6)
- Дошкільний навчальний заклад № 444 (№ 10-а)
- Київський регіональний центр оцінювання якості освіти (№ 1-а)

## Меморіальні та анотаційні дошки
| Зображення | Кому присвячено                                                                                         | Адреса               | Дата встановлення |
|            | на честь побратимства міста Шалетт-сюр-Луен та Дніпровського району, бронза; архітектор — Микола Кислий | вул. Міста Шалетт, 3 | відкрита у 1984   |